# Prawomyśl
Prawomyśl (prononciation : [praˈvɔmɨɕl]) est un village polonais de la gmina de Kaczory dans le powiat de Piła de la voïvodie de Grande-Pologne dans le centre-ouest de la Pologne.
Il se situe à environ 5 kilomètres au sud-est de Kaczory (siège de la gmina), 17 kilomètres au sud-est de Piła (siège du powiat), et à 80 kilomètres au nord de Poznań (capitale de la Grande-Pologne).

## Histoire
De 1975 à 1998, le village faisait partie du territoire de la voïvodie de Piła.

Depuis 1999, Prawomyśl est situé dans la voïvodie de Grande-Pologne.